# 哥伦比亚特区建州绿党
哥伦比亚特区建州绿党（英語：D.C. Statehood Green Party）在1999年以前为哥伦比亚特区建州党，是位于美国首都华盛顿哥伦比亚特区的绿色进步主义政党。该党是美国绿党在哥伦比亚特区的分支，但在传统上将哥伦比亚特区建州问题作为其主要关注点。该党党员将其称为哥伦比亚特区第二受欢迎的政党，因为从历史上看该党出现在选票上的候选人得票率位居第二，领先于共和党但落后于民主党。截至2023年2月，该党约有4,140名登记选民，占整个特区登记选民总数的0.79%。

## 历史
建州党成立的最初目的是为了说服朱利叶斯·霍布森以该党成员的名义参选哥伦比亚特区的无投票权国会代表。尽管他最终输给了沃尔特·E·福恩特罗伊，但是他的得票数足以使该党成为哥伦比亚特区的主流政党。此次选举选举之后，该党在霍布森的帮助下得以建立。该党的其他知名奠基还人包括约瑟芬·巴特勒和卡尔弗特·I·卡塞尔。该政党在区级层面进行组织，各区主席可以自主决定如何安排本区的活动。霍布森后来曾在哥伦比亚特区议会任职。1973年，该政党强烈支持《哥伦比亚特区自治法案》，该法案赋予了哥伦比亚特区有限的自治权。从1975年特区议会成立直到1999年，该政党始终占据一个整体选区席位，最初由霍布森担任，后来希尔达·梅森接任了这一席位。
1998年，绿党在哥伦比亚特区成立。当年该党候选人迈克·利文斯顿参选华盛顿哥伦比亚特区影子众议员，所获票数比该党获得继续参选资格所需的票数多出2,000票。1999年10月，新建立绿党与历史悠久、规模更大的建州党合并，成为了今天的建州绿党。
在2016年的全特区公民投票中，哥伦比亚特区居民投票支持建州。该党批评一般民众在这一过程中缺乏参与。